# Ragonvalia
Ragonvalia è un comune della Colombia facente parte del dipartimento di Norte de Santander.
L'abitato venne fondato da Escolástico Contreras, Juan Zaguán Tarazona e Ana Cleotilde Carrillo nel 1877.